# Corps Budissa-Leipzig zu Passau
Das Corps Budissa-Leipzig zu Passau ist ein pflichtschlagendes und farbentragendes Corps (Studentenverbindung) im Kösener Senioren-Convents-Verband (KSCV). Es vereint Studenten und ehemalige Studenten der Universität Passau. In Passau ist sie das einzige Corps vor Ort. Außerdem ist das Corps Budissa Mitbegründer des Magdeburger Kreises und dem Münchner Senioren-Convent angegliedert.
Die Mitglieder werden Bautzener genannt.

## Couleur und Wahlspruch
Budissa trägt im Corpsburschenband die Farben tiefblau-gold-weiß mit goldener Perkussion. Die Füchse tragen ein Band in den Farben tiefblau-weiß-tiefblau, ebenfalls mit goldener Perkussion. Alle Bautzener tragen tiefblaue Mützen im Biedermeier-Format.
Der Wahlspruch lautet „honos vita carior“ (lat. für „Die Ehre steht über dem Leben“), der Waffenspruch „Budissa sei’s Panier“.

## Geschichte

### Gründungszeit

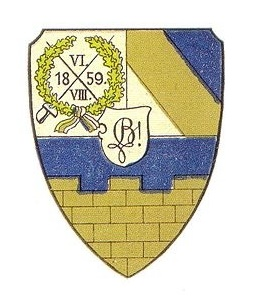
Altes Wappen des Corps Budissa

Das Gründungsdatum der Budissa ist der 6. August 1859. Sie hatte ihren Sitz zunächst unter dem Namen „Harmonia“ und seit dem 13. April 1861 unter dem Namen „Hercynia“ als Landsmannschaft in Dresden an der Königlich Chirurgisch-Medicinischen Akademie. Am 15. Juli 1863 verlegte sie ihren Sitz nach Leipzig. Im Oktober erfolgte der Zusammenschluss von Hercynia und einer Bautzener Schülerverbindung als Landsmannschaft. Seither trägt sie den Namen „Budissa“ und die Farben tiefblau-gold-weiß. Ihr Name ist die Latinisierung von „Budyšin“, dem sorbischen Namen der Stadt Bautzen (bis 1868 amtlich Budissin). Die Farben blau und gold sind dem Bautzner Stadtwappen entliehen.
Am 1. August 1874 trat Budissa dem Coburger Landsmannschafter Convent (CLC) bei. Im Jahr 1899 beschlossen die Mitglieder mehrheitlich die Umwandlung in ein Corps. Budissa wurde darauf in den Senioren-Convent zu Leipzig aufgenommen und ist seit dem 21. April 1899 Mitglied des KSCV. Die nicht zum Corps übergetretenen Mitglieder bildeten einen eigenen Altherrenverein der Landsmannschaft, die erst 1924 in Freiberg rekonstituieren konnte, aber aus Nachwuchsmangel schon 1929 mit der Landsmannschaft Alemannia Dresden fusionierte.
Das Corps Budissa weihte im April 1906 in der Marienstraße 31 in Leipzig das erste eigene Haus ein. Obwohl der Aktivenbetrieb während des Ersten Weltkrieges formell nicht eingestellt wurde, konnte der Betrieb nur unter Einschränkungen aufrechterhalten werden. Dieser Zustand hielt bis 1919 an.

### Suspension
Mit der Auflösung des KSCV am 23. Oktober 1935 erging die Verfügung, sämtliche reichsdeutsche Corps aufzulösen. Budissa akzeptierte die Verfügung und suspendierte am nächsten Tag. Kurz darauf veräußerten die Bautzner das Corpshaus; im Zweiten Weltkrieg wurde es zerstört. Die Altherrenschaft unterstützte die SC-Kameradschaft Markgraf von Meissen, die ihren Sitz auf dem Sachsen- bzw. Lausitzerhaus hatte.

### Nachkriegszeit
1948 konstituierten die verbliebenen Alten Herren den Altherrenverband des ehemaligen Leipziger Corps Budissa e. V. mit Sitz in Kassel. Hiernach bemühten sich die Bautzner um eine Rekonstitution der Budissa, wobei wegen des Verbots aller Studentenverbindungen in der DDR ein neuer Standort in Westdeutschland gefunden werden musste. Der Altherrenverband schloss 1956 einen Patenschaftsvertrag mit Makaria-Guestphalia. Mit diesem räumte Makaria-Guestphalia in seinem kurz davor erworbenen Würzburger Corpshaus den Bautznern ein Traditionszimmer ein und versprach intensive Hilfe für die Rekonstitution der Budissa. Nachdem einige Rekonstitutionsbemühungen erfolglos blieben, führten ab etwa 1980 erneut betriebene Bemühungen am 14. September 1984 in Passau zur Rekonstitution des Corps Budissa und zur Wiederaufnahme des Aktivenbetriebs an der 1978 gegründeten Universität. Die Fortführung des Corps erfolgte innerhalb der durch den Verband in den Kösener Statuten festgesetzten Frist von 50 Jahren.

### Seit 1998
Von 1998 bis 2012 war Budissa Austräger der alljährlichen „Riverboat Party“, welche zu den größten Bootspartys in Passau gehörte. Die „Riverboat Party“ hatte innerhalb dieser Jahre überregionale Bekanntheit erlangt und war unter Studenten eine beliebte Veranstaltung.
Im Wintersemester 2005/06 stellte Budissa als Senioren-Convent den Vorort des KSCV und den Vorsitzenden des Kösener Congresses 2006.

## Corpshaus

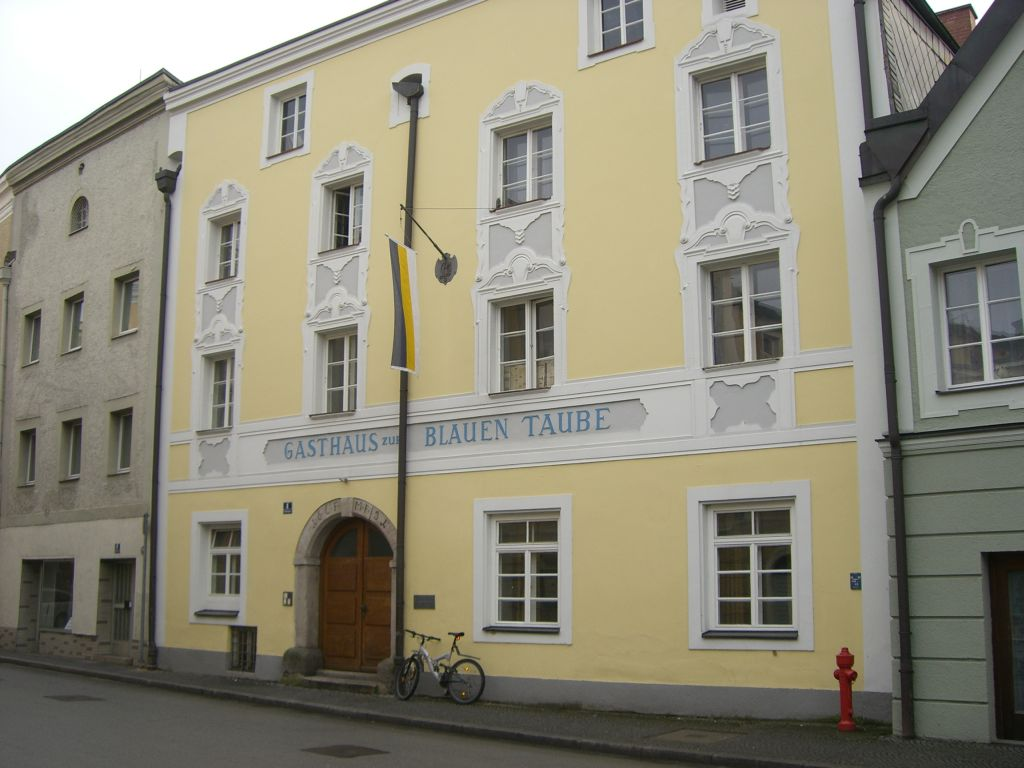
Corpshaus in Passau

Das im Jahr 1631 errichtete denkmalgeschützte „Gasthaus zur blauen Taube“ in der Passauer Innstadt wurde 1991 Budissas neues Zuhause. Damit bewohnen ihre aktiven Mitglieder eines der ältesten Corpshäuser Deutschlands.

## Externe Beziehungen
1877/78 und 1892–1897 bestand das sogenannte „goldene Kartell“ mit Makaria Würzburg. Ab dem Jahre 1891 wurde ein freundschaftliches Verhältnis mit Transrhenania München gepflegt. Budissa gehörte im Jahre 1927 zu den Mitbegründern des Magdeburger Kreises und pflegt seither Freundschaftsverhältnisse mit sämtlichen Mitgliedern.
- Makaria-Guestphalia (1877)
- Normannia-Halle zu Gießen (1927)
- Vandalia-Teutonia (1927)
- Transrhenania (1891)
- Teutonia-Hercynia Göttingen (1950)
- Neoborussia-Berlin zu Bochum (1958)
- Ratisbonia (susp.) (1969)
- Guestphalia Erlangen (1975)

## Mitglieder
| Name                         | Lebensdaten | Beruf                                                          |
| ---------------------------- | ----------- | -------------------------------------------------------------- |
| Gregor Bachmann              | * 1966      | Jurist, Professor an der Humboldt-Universität zu Berlin        |
| Julius Boecker               | 1872–1951   | Verwaltungsjurist, Hochschullehrer in Königsberg               |
| Philipp von Brandenstein     | * 1976      | Publizist und Hochschuldozent                                  |
| Philipp Brugger              | 1865–1943   | Staatssekretär im Reichsinnenministerium                       |
| Lothar Determann             | * 1969      | IT-Rechtler in Kalifornien                                     |
| Friedrich Herwig             | 1856–1920   | Gymnasialprofessor, MdHdA, MdR                                 |
| Stephan Hoffmann             | 1845–1924   | Senatspräsident am Reichsgericht                               |
| Hans Dietrich von Holleuffer | 1855–1902   | Regierungspräsident, MdR                                       |
| Walter Hünefeld              | 1886–1930   | Ministerialbeamter im sächsischen Verkehrsministerium, Manager |
| Ernst Joerges                | 1874–1926   | Reichsrichter                                                  |
| Paul Jorns                   | 1871–1942   | Oberreichsanwalt                                               |
| Herbert Neupert              | 1911–2002   | Ministerialdirektor, VAC-Funktionär                            |
| Horst Schumann               | 1906–1983   | Mediziner, Mittäter der Aktion T4                              |
| Wilhelm Johannes Vierling    | 1889–1956   | Bürgermeister von Leipzig                                      |
| Gerrit Winter                | 1935–2022   | Versicherungsjurist                                            |